# Hans Wachtmeister (1689–1736)
Carl Hans Wachtmeister af Johannishus, född 2 april 1689, död den 7 mars 1736, var en svensk greve, amiral och amiralitetsråd. Han var äldste son till amiralgeneralen, greve Hans Wachtmeister af Johannishus och dennes hustru Sofia Lovisa von Ascheberg. Carl Hans Wachtmeister var efter faderns död 1714 innehavare av Johannishus och Tromtö fideikommiss i Blekinge.

## Militär karriär
Wachtmeister studerade navigationsWachtmeister blev år 1700 löjtnant vid amiralitetet i Karlskrona och amiralitetskapten 1707. Han studerade 1704–1710 navigation och artillerivetenskap i Nederländerna. År 1710 befordrades han till schoutbynacht, vilket närmast motsvaras av dagens konteramiral, främst tack vare fadern. Den snabba befordran utan motsvarande erfarenhet blev ödestiger för Wachtmeister. 1715 betroddes han att med fyra rangskepp och två fregatter kryssa mellan Pommern och Danmark och vid tillfälle angripa fienden. Kungens order om ett offensivt uppträdande var mycket expressiva. Wachtmeister tolkade dem bokstavligt och gick till angrepp mot en nära dubbelt så stor dansk eskader med vid Femernbält den 13 april med resultat att han blev grundligt besegrad och själv råkade i fångenskap. Karl XII uppskattade dock hans tapperhet och befordrade honom 1716 till viceamiral. Ulrika Elonora utnämnde honom 1719 till amiral. Han tjänstgjorde 1720 och 1721 tidvis som överbefälhavare över den svenska flottan som kryssade i Finska viken, och opererade tillsammans med amiral Norris. Resultatet av samarbetet blev dock ringa. Senare deltog Wachtmeister i riksdagsarbetet men verkar inte ha haft något större intresse för de partipolitiska striderna. Däremot spelade han en inte obetydlig roll i 1720- och 1730-talets fackliga diskussion om försvarets uppläggning, Amiralitetskollegiets organisation, officersutbildningen med mera. Han ivrade, om än utan framgång, för flottans upprustning och avvisade med skärpa tanken på amiralitetets återflyttning från Karlskrona till Stockholm.
Det har traditionellt sagts att han år 1704 var sekond på fregatten Öland under fartygschefen och kaptenen, sedermera amiralen, Gustaf von Psilander. Uppgiften avser dock hans kusin, sedermera amiralen, friherre Carl Hans Wachtmeister af Björkö (1682-1731). Det är emellertid uppenbart att Wachtmeister var passagerare. Det finns minst tre olika, sinsemellan oberoende källor som innehåller samma uppgift. Bland dessa märks ett brev från Wachtmeister till envoyén Leijoncrona i London. Fartyget utkämpade den 28 juli 1704 slaget vid Orford Ness, en strid mot sju engelska fregatter och försvarade sig tappert till dess skeppet blev redlöst. Fartyget fördes till England, där drottning Anna lät reparera detsamma och enligt några ej bekräftade uppgifter överhopade befälhavarna med presenter.  
År 1720 fick han under överamiralen Claes Sparre befälet över huvudparten av svenska flottan, med vilken han kryssade mellan Hangö och svenska kusten. Syftet var att förhindra rysshärjningarna som riktades mot Sverige 1719–1721.

## Familj
Wachtmeister gifte sig första gången 1714 med grevinnan Ulrika Magdalena Stenbock, dotter till kungliga rådet och fältmarskalken, greve Magnus Stenbock. Hustrun avled i barnsäng 1715 och Wachtmeister gifte 1717 om sig med friherrinnan Sofia Dorotea Henrietta Filippina von Metsch, 1699–1753. Hon var dotter till friherre Hans Fredrik von Metsch och Juliana Sibilla von dem Knesebeck.
Dotter i första giftet:
- Magdalena Sofia, 1715–1750. Hon gifte sig 1730 med sin faders kusin, överstelöjtnanten friherre Axel Gustaf Wachtmeister af Björkö.

Barn i andra giftet:
- Elisabet Lovisa, 1718–1765. Hon gifte sig 1742 med generalmajoren, friherre Jakob Fredrik Horn af Rantzien.
- Vilhelmina Eleonora Antoinetta, 1719-1767. Gift i Karlskrona 1741 med Carl Fredrik von Mevius, herre till Schrewenborn i Holstein.
- Fredrik Georg Hans Carl, 1720-1792. Se dennes sida.
- Ulrika Juliana Henrietta, 1722-1776. Gift 1748 med generallöjtnanten, greve Johan Ludvig Hård.